# Dichochrysa phlebia
Dichochrysa phlebia is een insect uit de familie van de gaasvliegen (Chrysopidae), die tot de orde netvleugeligen (Neuroptera) behoort. 
Dichochrysa phlebia is voor het eerst wetenschappelijk beschreven door Navás in 1927.